# فهرست حامیان نامزدهای حزب دموکرات در رقابت‌های مقدماتی ریاست‌جمهوری (۲۰۲۰)
فهرست حامیان نامزدهای حزب دموکرات در رقابت‌های مقدماتی ریاست‌جمهوری (به انگلیسی: Endorsements in the 2020 Democratic Party presidential primaries) شامل حامیان کاندیداهای معرفی شده برای رقابت‌های مقدماتی ریاست جمهوری حزب دموکرات (۲۰۲۰) می‌باشد.

## تیم راین
دفاتر محلی
- دن هوریگن، شهردار ماکرون، اوهایو (۲۰۱۶–اکنون)[۲]

## اریک سوآلول
- روبن کالیگو، مجلس نمایندگان ایالات متحده آمریکا از منطقه هفتم حوزه انتخاباتی کنگره از ۲۰۱۵ و مدیر کمپین اریک سوآلول[۳]

مقامات محلی
- نانسی اومالی، شهرستان آلمیدا، کالیفرنیا ناحیه وکالت[۳]

## الیزابت وارن
فهرست حمایت‌های الیزابت وارن
سناتورهای ایالات متحده
- اد مارکی، عضو مجلس سنای ایالات متحده آمریکا از ۲۰۱۳; عضو اسبق مجلس نمایندگان از ناحیه پنجم ماساچوست (۱۹۷۶–۲۰۱۳)

مجلس نمایندگان
- جیم مک‌وارن (سیاستمدار آمریکایی), عضو مجلس نمایندگان کنگره آمریکا از ناحیه دوم ماساچوست ۱۹۹۷[۴]
- لوری تراهان، عضو مجلس نمایندگان آمریکا از ۲۰۱۹
- جو کندی سوم، مجلس نمایندگان کنگره آمریکا

فرمانداران
- مایکل دوکاکیس، فرماندار سابق ماساچوست (۱۹۷۵–۱۹۷۹, ۱۹۸۳–۱۹۹۱)و کاندید انتخابات ریاست جمهوری۱۹۸۸[۵]